# 島津貴子

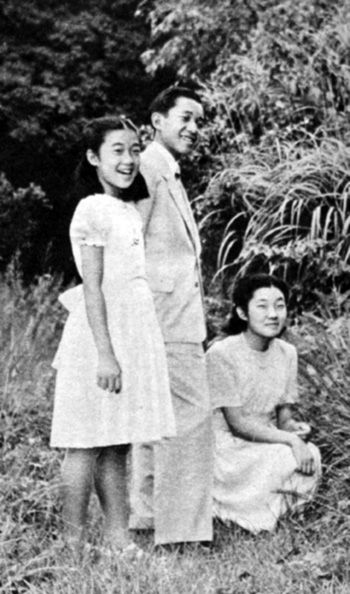
1950年9月24日，與長兄繼宮明仁親王、四姊順宮厚子內親王接受攝影。左為清宮貴子內親王。

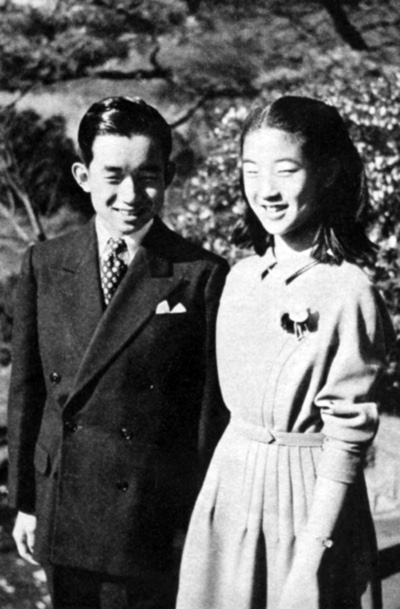
1952年12月7日，與次兄常陸宮正仁親王

島津貴子（1939年3月2日—）是前日本皇室成員，昭和天皇與香淳皇后的五女兒，原稱號為清宮貴子內親王，後與島津久永結婚後脫離皇室身份。獲勳勳一等寶冠章。她有四姊（東久邇成子、久宮祐子內親王、鷹司和子、池田厚子）、兩兄（上皇明仁、常陸宮正仁親王）。徽印為橘柑。

## 生平
1939年3月2日於東京都皇居御產殿誕生。1960年3月10日，就讀於學習院大學文學部英國文學科時與日本輸出入銀行員島津久永結婚，並脫離皇籍身份。島津久永是日向佐土原藩主家第14代當主島津久範的次子，也是薩摩藩第12代藩主島津忠義的孫子，相當於香淳皇后的表弟。此外，他在學習院大學時期為明仁親王的學友。隨著結婚，貴子從學習院大學休學。
結婚記者會上光鮮亮麗的情況讓人感到全新時代的來臨，於此之前的生日記者會上一句「請看看我選擇的人…」也成為當時的流行語，增加了戀愛結婚的成分。婚後居住於世田谷區，當地也吸引許多湊熱鬧的民眾經過。貴子是培瑞茲・普拉多樂團的歌迷，成婚時培瑞茲・普拉多還曾經作曲獻給貴子祝賀。1962年，兒子島津禎久出生，後成為一名攝影師。
1963年10月26日，犯罪集團企圖誘拐貴子並要求5,000萬日圓的贖金未能得逞，同年11月21日遭到逮捕。
1964年4月29日，獲頒勳一等寶冠章。結婚後奢華的舉動遭到媒體批評，同時也取得了室內設計師的資格。1969年，任職於東京王子大飯店內的購物中心「PISA」（ピサ），成為首位到民間企業就職的日本皇族。
1970年，擔任大阪萬國博覽會的開幕式、閉幕式電視主持人。
2005年，在明仁天皇長女紀宮清子内親王結婚之際，以「內親王降嫁」先例的身份接受多家媒體採訪。相較於姊姊池田厚子，貴子頻繁出現於媒體，且任職於民間企業，被稱作是「異色的皇女」（異色の皇女）。

## 個人
- 丈夫島津久永的父親島津久範伯爵，是母親香淳皇后的舅舅。
- 暱稱「Osutachan」來自於清宮貴子（Suganomiya Takako）名字開頭的簡稱。
- 曾與大江健三郎對談，收錄於大江的著作《世界的年輕人們》（新潮社、1962）。

## 著作
- 《ある日幸せに》 島津久永共著 中谷吉隆攝影 有紀書房 1960

## 系譜
| 貴子內親王 | 父： 昭和天皇 | 祖父： 大正天皇         | 曾祖父： 明治天皇           |
| 貴子內親王 | 父： 昭和天皇 | 祖父： 大正天皇         | 曾祖母： 柳原愛子           |
| 貴子內親王 | 父： 昭和天皇 | 祖母： 貞明皇后         | 曾祖父： 九条道孝           |
| 貴子內親王 | 父： 昭和天皇 | 祖母： 貞明皇后         | 曾祖母： 野間幾子           |
| 貴子內親王 | 母： 香淳皇后 | 祖父： 邦彥王（久邇宮） | 曾祖父： 朝彥親王（久邇宮） |
| 貴子內親王 | 母： 香淳皇后 | 祖父： 邦彥王（久邇宮） | 曾祖母： 泉萬喜子           |
| 貴子內親王 | 母： 香淳皇后 | 祖母： 俔子             | 曾祖父： 島津忠義           |
| 貴子內親王 | 母： 香淳皇后 | 祖母： 俔子             | 曾祖母： 山崎壽滿子         |